# Telekardiologie
Bei der Telekardiologie werden "Herzdaten" über Mobilfunknetz, Internet oder Telefonleitung übertragen. Die Telekardiologie ist ein Teilbereich der Telemedizin. Sie macht Gebrauch vom neuesten Stand der Kommunikations- sowie Medizintechnik und kommt bei diversen kardiovaskulären Erkrankungen sowohl im diagnostischen als auch im therapeutischen Bereich zum Einsatz. So weist die Telekardiologie das Potenzial auf, die medizinische Versorgung auf vielfältige Weise zu verbessern, vorrangig die Lebensqualität der Patienten sowie deren kardiovaskuläre Morbidität und Mortalität zu reduzieren.

## Allgemein
In Nordrhein-Westfalen können kardiologische Patienten aus der Reha-Klinik alternativ zum etablierten Nachsorgeprogrammen IRENA auch in den eigenen vier Wänden weiterbehandelt werden. Speziell Frauen können nach erfolgter Rehabilitation mittels der Teletherapie ein Jahr zu Hause weiter therapiert werden. Sie erhalten eine individuelle Therapie, welche in der Klinik beübt wird und nach dem Ende der Reha in den eigenen vier Wänden fortgeführt wird.

## Studien
Zusammenfassend wurde in einer Studie der PVA in Österreich aus dem Jahr 2014 (TRIC = TeleRehabilitation In Coronary Artery Disease) festgestellt, dass die häusliche Telerehabilitation für Patienten mit unkomplizierter KHK als sicher und machbar angesehen werden kann. Darüber hinaus konnten bei der körperlichen Fitness signifikante Verbesserungen in der TRG (Telereha-Gruppe) gezeigt werden. Für die TRG verkürzte sich die stationäre Rehabilitation auf zwei Wochen, gefolgt von einem 10-wöchigen Telerehabilitationsprogramm. Das Telerehabilitationsequipment der Teilnehmer zuhause beinhaltete ein Ergometer, einen Computer, einen Herzfrequenz-Sensor und ein digitales Blutdruckmessgerät. Hier wurden nicht nur Daten  vom  Patienten  zum  Zentrum,  sondern  auch  umgekehrt  übertragen,  d. h.  die  Einstellungen der Trainingsgeräte konnten vom Zentrum aus nach Bedarf verändert werden. Die Telerehabilitation ist ein neuer, vielversprechender Ansatz in der Betreuung berufstätiger Patienten nach einem kardialen Ereignis und könnte zukünftig in der Lage sein, die bisher bescheidene Rehabilitationsquote von 40 % in diesem Bereich zu verbessern.